# 阪谷琴子
阪谷 琴子（さかたに ことこ、1870年3月23日（明治3年2月22日） - 1939年（昭和14年）10月26日）は、日本の慈善家。子爵・渋沢栄一の次女で、男爵（後に子爵）阪谷芳郎の妻。長男に子爵阪谷希一。

## 人物
1870年、渋沢栄一と妻・千代の次女として東京府に生まれる。母を早くに亡くした後は、同母弟の渋沢篤二と共に、義兄穂積陳重と姉歌子の夫妻に育てられた。1888年に阪谷芳郎と結婚した。翌年には長男・希一も誕生し、幸せな家庭を築いた。家庭教育を大切にした夫の遺志を尊重し、愛情深く子育てしたという。家庭夫人のみならず、結婚後は慈恵医院婦人会に入って慈善活動を行い、皇后から上野慈恵病院常置幹事を任命されるなどの活躍もした。晩年は孫の芳直の成長を楽しみにしていたという。
1939年に69歳で死去した。夫の芳郎は琴子の死から2年後の1941年に78歳で死去した。

## 子女
- 長男 希一 - 日本銀行出身 満州国国務院次長、中国聯合準備銀行顧問など歴任。岳父に三島彌太郎。娘の夫に大島寛一、植村泰忠。
  - 孫 芳直 - 海軍主計中尉、のち東急ホテルズ・インターナショナル常勤監査役
- 長女 敏子（1890年 - 1921年） - 堀切善次郎の妻。31歳で病死。
- 次女 和子（1891年 - 1923年） - 高嶺俊夫の妻。信子、孝子、秀一、貞子の4児を残し、関東大震災により死亡。
- 次男 俊作 - 京都帝国大学文科卒。市立名古屋図書館館長。岳父に八十島親徳。
- 三女 八重子 - 男爵中村貫之の妻
- 四女 千重子 - 工学士・秋庭義衛（ヂーゼル機器、ゼクセル社長）の妻。
- 五女 總子 - 伊藤長次郎嗣子熊三の妻。

## 登場作品
- 青天を衝け（NHK大河ドラマ、2021年、演 : 池田朱那〈2-3歳：吉川さくら / 7歳-13歳：森美理愛〉）